# Orschwihr
Orschwihr (deutsch Orschweier) ist eine französische Gemeinde mit 1021 Einwohnern (1. Januar 2022) im Département Haut-Rhin in der Region Grand Est (bis 2015 Elsass). Sie gehört zum Arrondissement Thann-Guebwiller, zum Kanton Guebwiller und ist Mitglied des Gemeindeverbandes Région de Guebwiller. Am 20. August 1989 wurde die Schreibweise des Gemeindenamens auf Orschwihr festgelegt (vorher Orschwir).

## Geografie

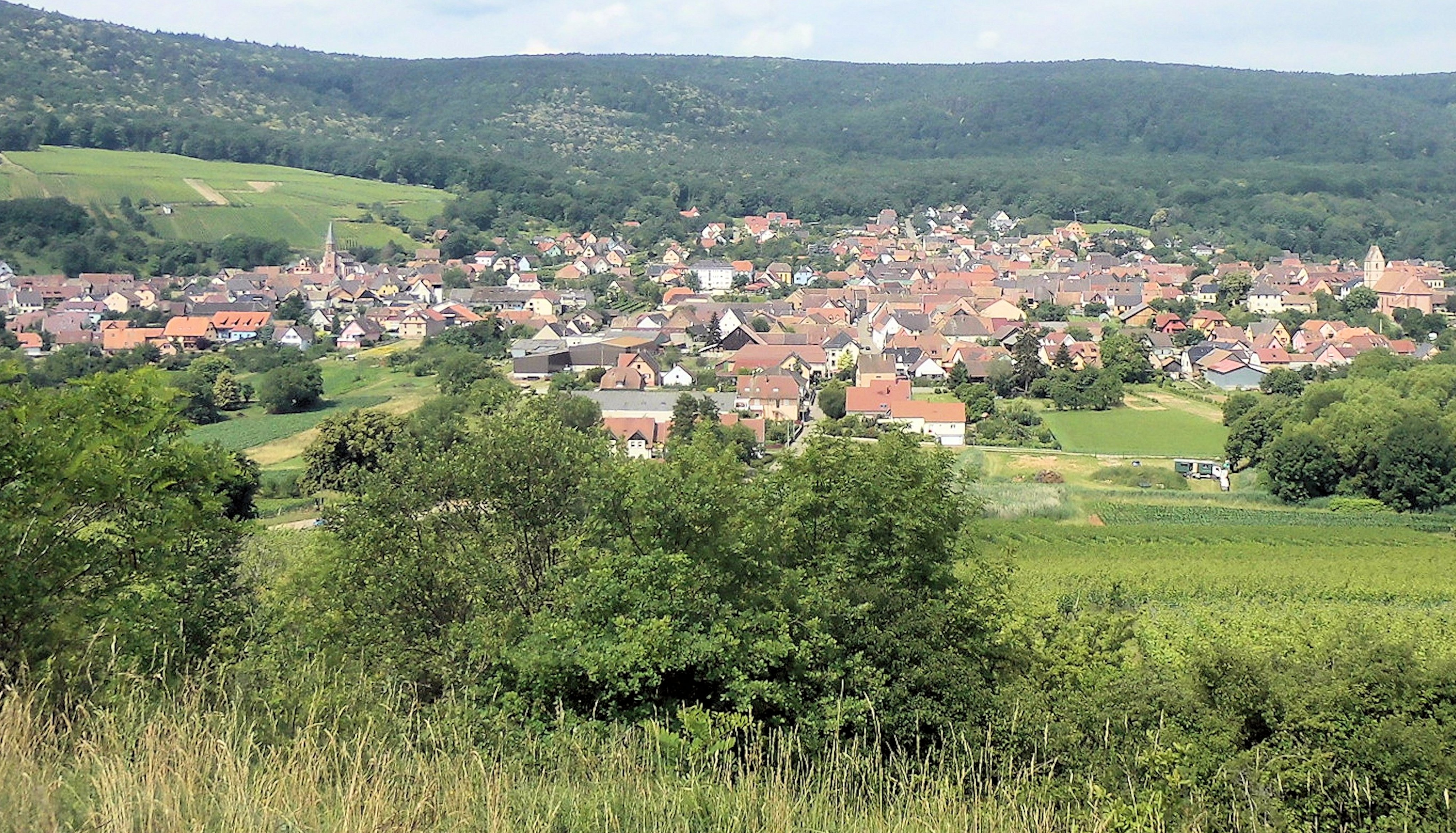
Blick vom Bollenberg auf Orschwihr

Die Gemeinde am Rand der Südvogesen liegt am Quierenbach, der hier in die Oberrheinebene eintritt. Die Entfernung zu den Städten Colmar im Norden und Mülhausen im Süden beträgt jeweils etwa 25 Kilometer. Der in die Vogesen hineinreichende Westen des Gemeindeareals ist bewaldet (Forêt communale d’Orschwihr), dort wird an der Ostflanke des Schimbergs mit 576 m über dem Meer der höchste Punkt erreicht. Fast die gesamte Nordosthälfte des Gemeindegebietes ist mit Weinreben bepflanzt. Die Orschwihrer Weinlagen heißen Liebenberg, Pfingstberg, Lippelsberg, Hutmattreben, Hasen und Effenberg.
Die Siedlung des Dorfes geht im Süden nahtlos in das bebaute Gebiet der Gemeinde Bergholtzzell über. Das Gemeindegebiet von Orschwihr ist Teil des Regionalen Naturparks Ballons des Vosges.
Nachbargemeinden von Orschwihr sind Soultzmatt im Norden, Westhalten und Rouffach im Nordosten, Bergholtz im Südosten, Bergholtzzell im Süden sowie Buhl (Berührungspunkt) und Lautenbach im Westen.

## Geologie
Die Gemarkung von Orschwihr liegt in der Vorbergzone der Vogesen. Diese ist um Orschwihr stark zerstückelt, bildet also ein Mosaik von unterschiedlich gelagerten Bruchschollen aus Gesteinen des Deckgebirges. Es sind Randschollen des Oberrheingrabens, die bei dessen Einsinken in einer gewissen Höhenlage verharrten, sodass sie heute über dem Niveau der Rheinebene erscheinen. Vom Buntsandstein bis zum Unterjura sind  Sedimente des Erdmittelalters (Mesozoikums) anzutreffen. Am Ostrand des Bollenbergs steht Unterjura (Lias) an, seinen Westabfall bilden dagegen viel jüngere (oligozäne) Tertiärschichten, die erst beim Einsinken des Oberrheingrabens abgelagert wurden. Die im Südwesten dem Quierenbach (Wäscherbach) folgende Gemarkungsgrenze ist gleichzeitig auch die Grenze zur quartären Schotterebene des Rheins.

## Geschichte
Spuren römischer Besiedlung und einer merowingischen Begräbnisstätte wurden auf dem Bollenberg entdeckt. Inmitten des merowingischen Friedhofs stand einst eine Martinskirche, die  anfänglich  Pfarrkirche für das ganze obere Mundat (den weltlichen Besitz des Straßburger Bischofs im Oberelsass) war. Ab dem 16. Jahrhundert bis zum Bau der Sankt Nikolauskirche war ein Sankt Wolfang geweihtes Gotteshaus, das 1798 zerstört und 1850 durch eine Kapelle ersetzt wurde, Pfarrkirche.

Der Ortsname Otalesvilare erscheint erstmals 728 in einer Schenkungsurkunde des Grafen von Egisheim an die Abtei Murbach. Seit 1282 besaßen die Habsburger hier einen Fronhof, den die Herren von Andlau als Lehen übereignet bekamen. 1523 konnte das Dorf den Fronhof mit allem Zubehör käuflich erwerben. 

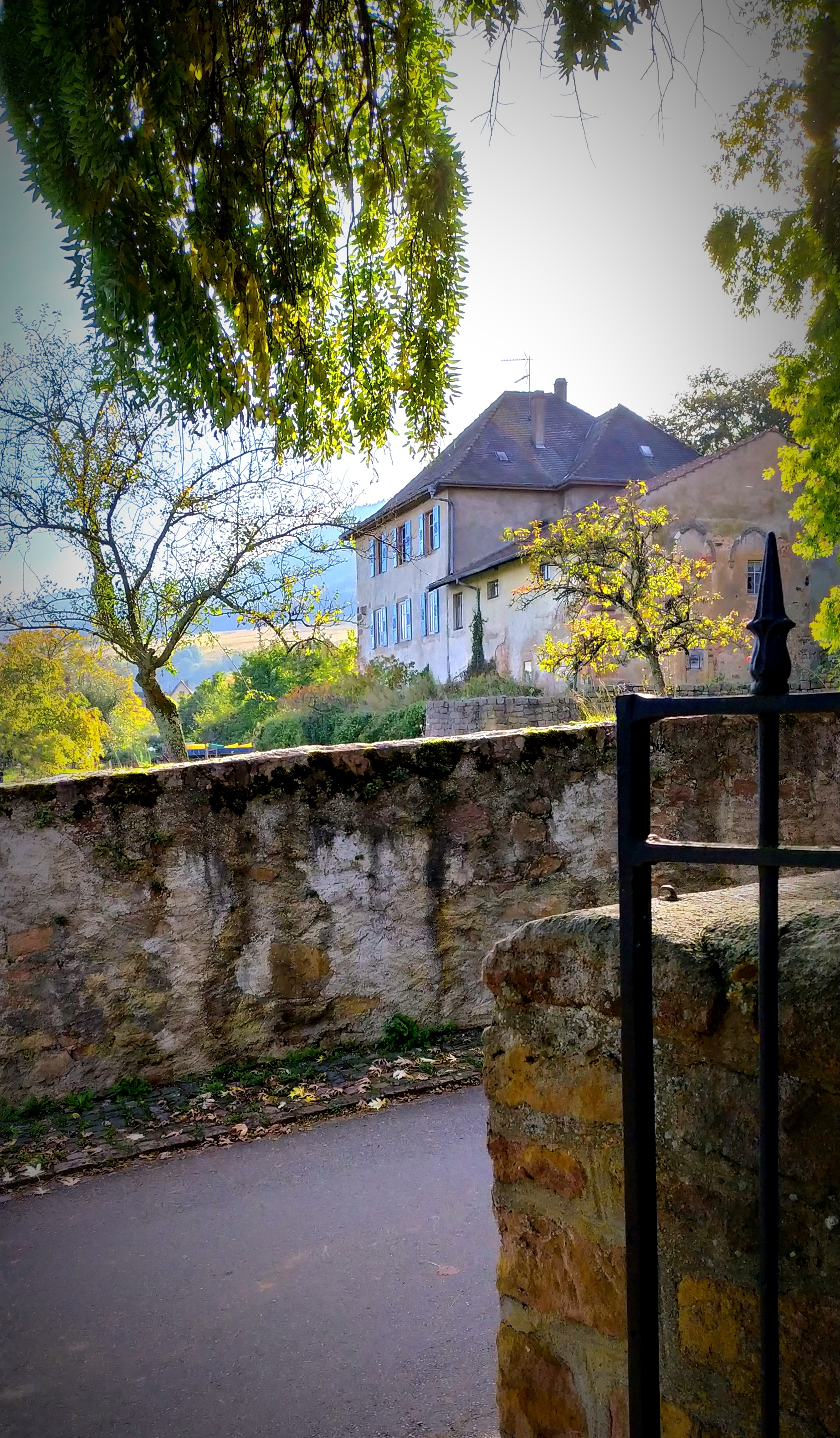
Blick zum Schlos

Eine Burg aus dem 13. Jahrhundert, die vom 14. bis zum 16. Jahrhundert im Besitz der Andlauer war, wurde 1580 erneuert, aber durch Feuer 1722 und 1934 stark beschädigt. 1375 wurde durch die Gugler, die zügellose Söldnertruppe des Enguerrand VII. de Coucy, nicht nur das Dorf verwüstet – damals im Besitz der Herren von Schönau, sondern auch die Burg der Herren von Stettenberg zerstört. Von diesem Altschloss sind noch Spuren eines rechteckigen Turmes vorhanden. Es diente einst dem Schutz des Murbacher Besitzes. 1444 suchten die Armagnaken das Tal heim.

## Bevölkerungsentwicklung
| Jahr      | 1962 | 1968 | 1975 | 1982 | 1990 | 1999 | 2007 | 2017 |
| --------- | ---- | ---- | ---- | ---- | ---- | ---- | ---- | ---- |
| Einwohner | 768  | 780  | 817  | 812  | 849  | 920  | 979  | 1043 |

## Sehenswürdigkeiten
- Bei der Pfarrkirche  St. Nikolaus (Église Saint-Nicolas) wurden Schiff und Chor 1782 errichtet. Der Westturm der Vorgängerkirche von 1576 besitzt im Glockengeschoss spätgotische Maßwerkfenster, Eckquader und das regionaltypische Satteldach.
- Kapelle St. Wolfgang (Chapelle Saint-Wolfgang) Urkundlich erwähnt 1394 et 1620. Neu errichtet 1850.
- Ehemalige Burganlage (Ancien château), Monument historique[3]: ältester Bestand aus der ersten Hälfte des 13. Jahrhunderts. Spätere Um - und Neubauten im 16. und 18. Jahrhundert. Brandzerstörungen 1722 und 1934.
- Brunnen vor der Kirche.  Monument historique[4]
- Burgruine Stettenberg (Altschloss)[5]
- Hexenkapelle bzw. Heiligkreuzkapelle oder Bollenbergkapelle
- Wegkreuze des 17. und 18. Jahrhunderts im Ort.
- Brunnen
- Zahlreiche Winzerhäuser mit dem Weinkeller im Erdgeschoss und mit profilierten Rundbogen-(Hof-)Toren, vielfach noch aus dem späten 16. und dem beginnenden 17. Jahrhundert. Fast immer mit markanten Eckquadern. Beim Haus Grand Rue Nr. 22 aus der Zeit um 1600 fällt eine reich verzierte Fußgängerpforte in noch spätgotischen Formen (Eselsrücken- und Kragsturzbogen) auf.
- Seltene Flora am Bollenberg

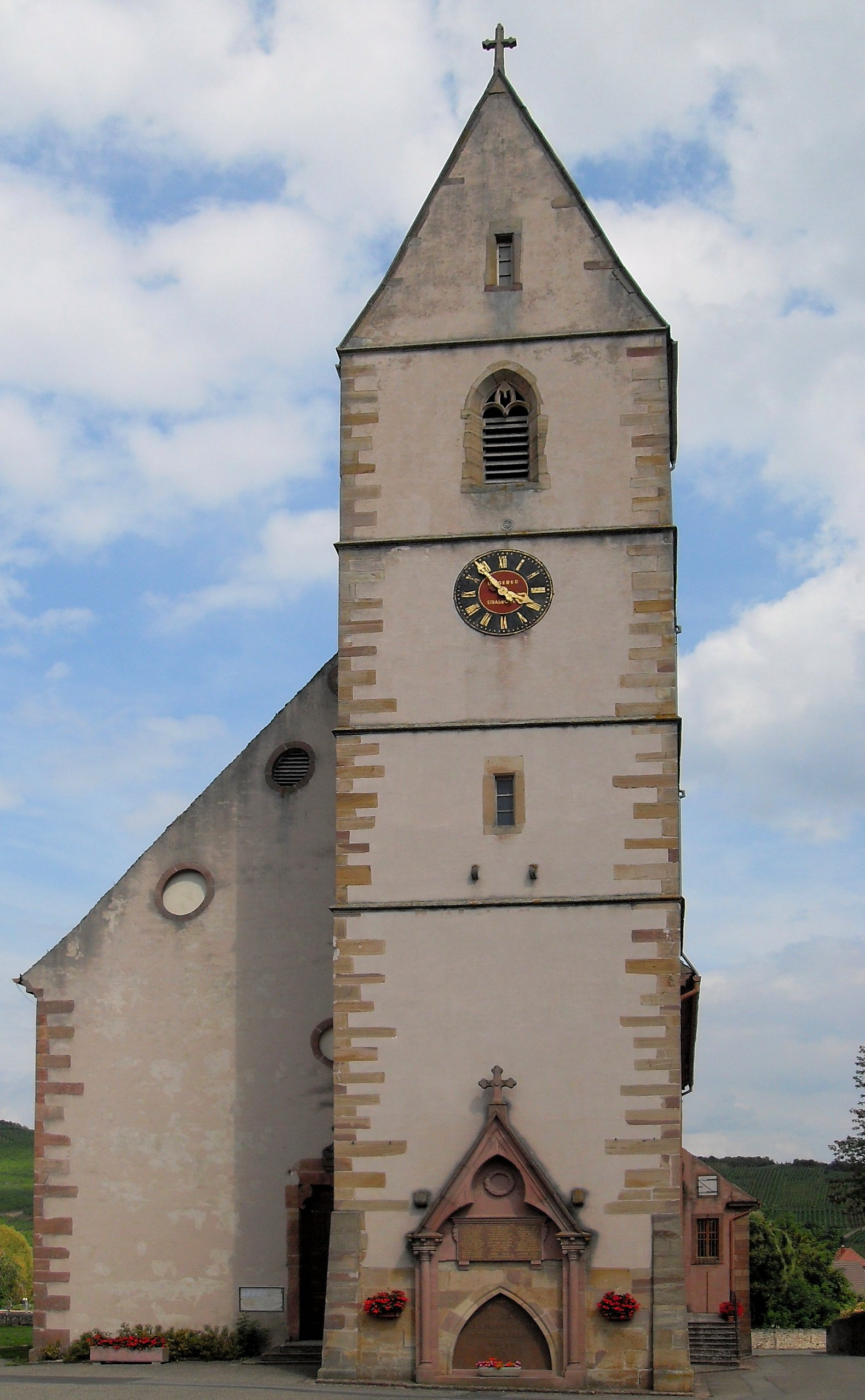
Kirche St. Nikolaus
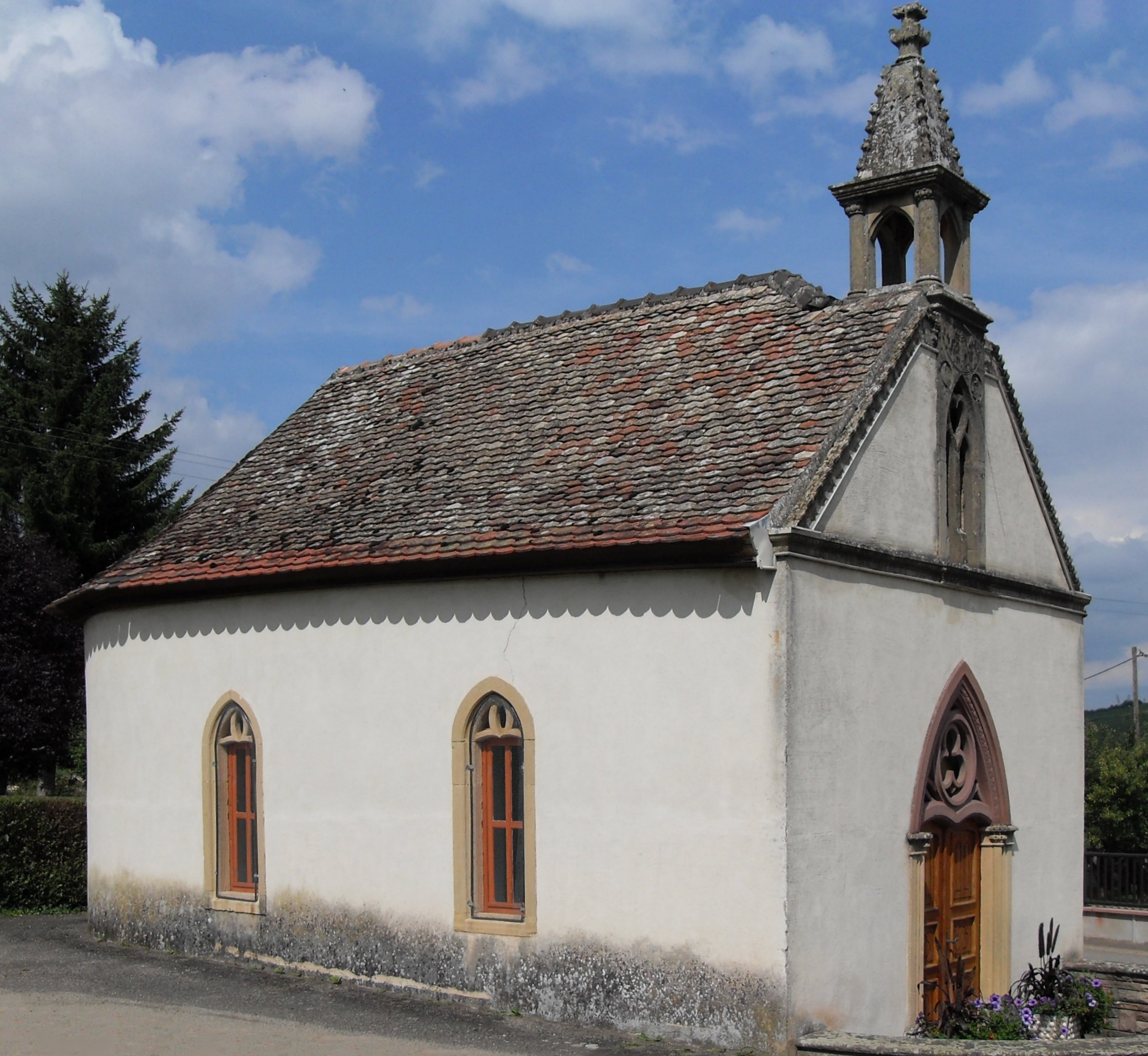
Kapelle St. Wolfgang
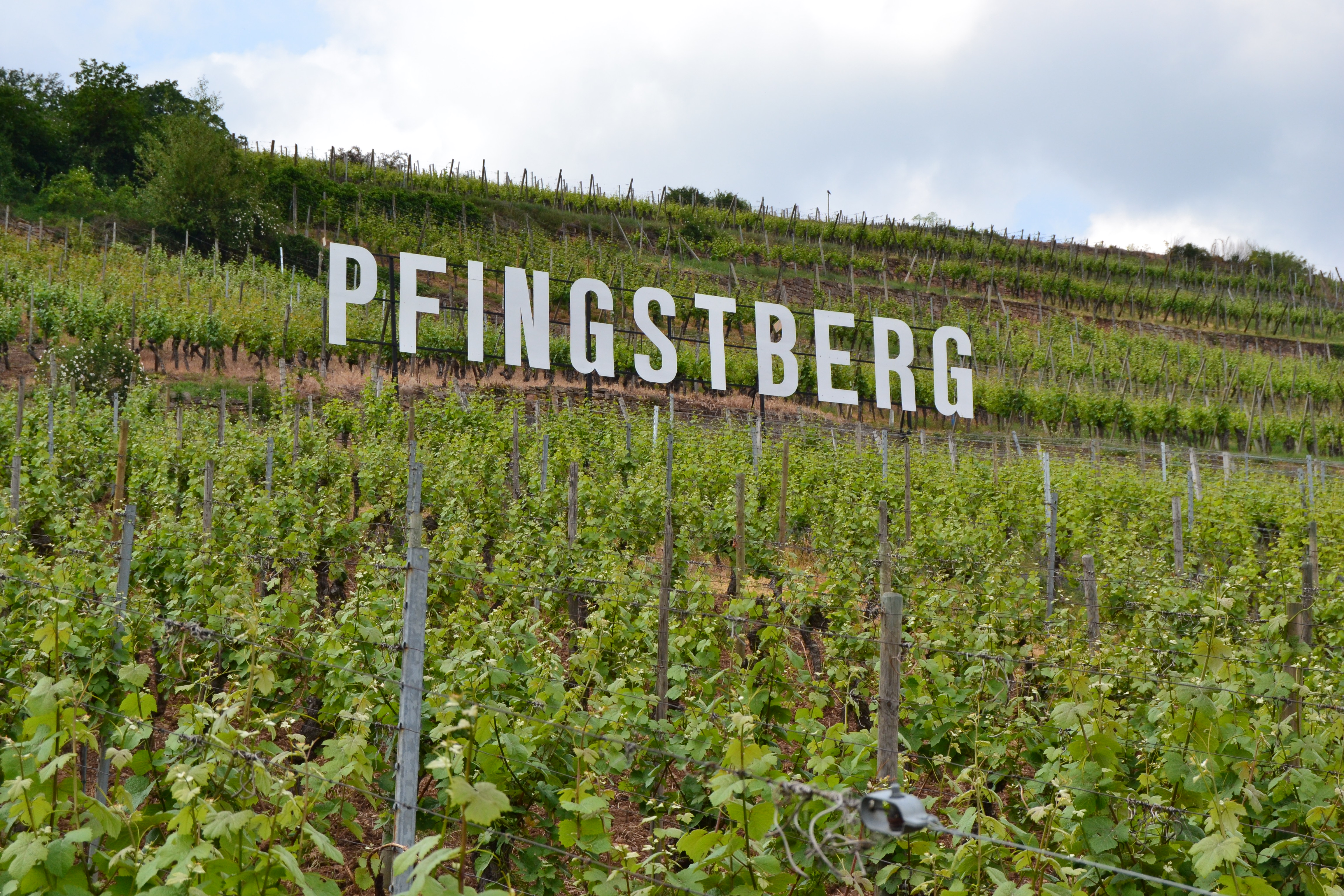
Weinlage Pfingstberg
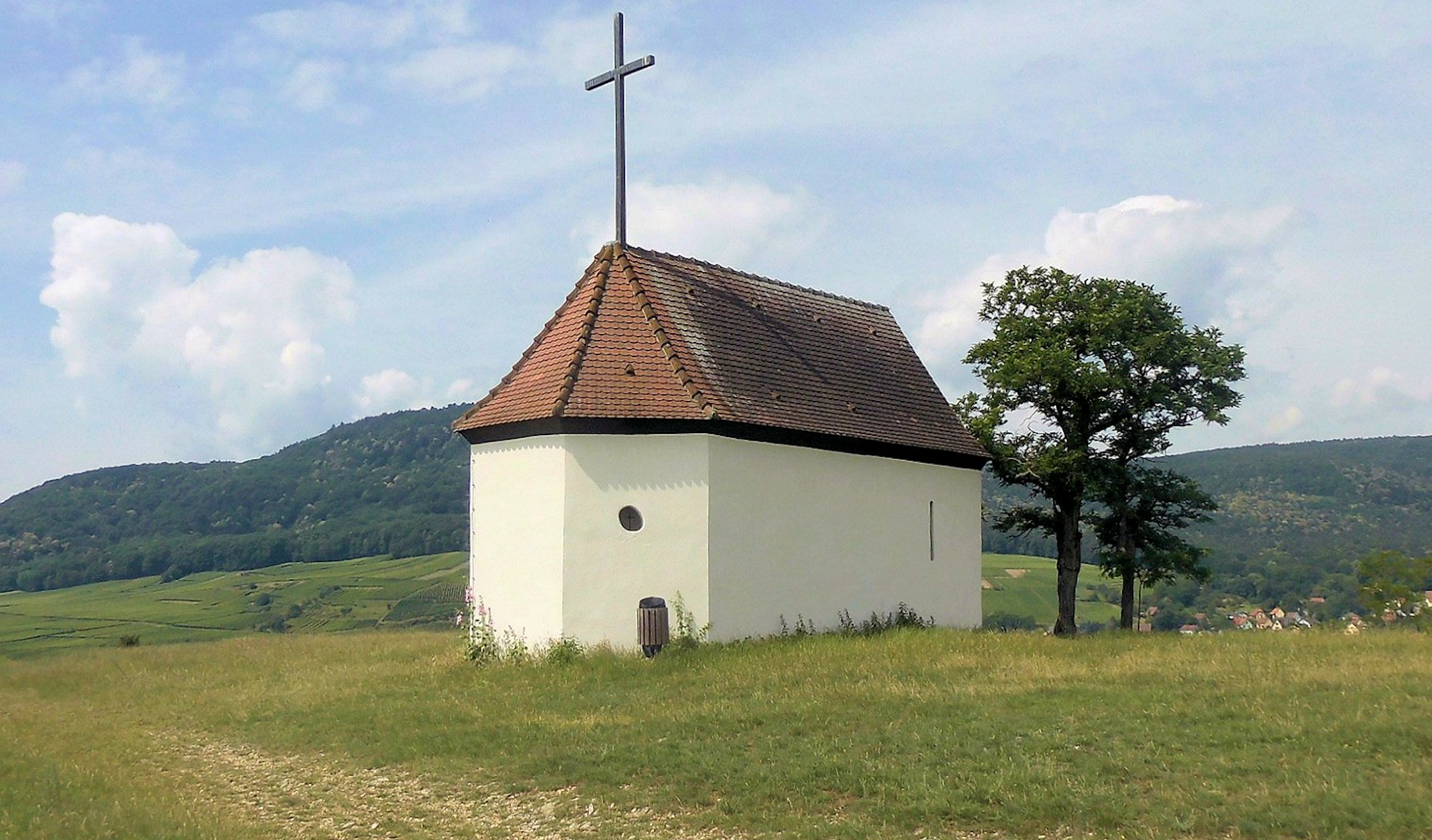
Hexenkapelle
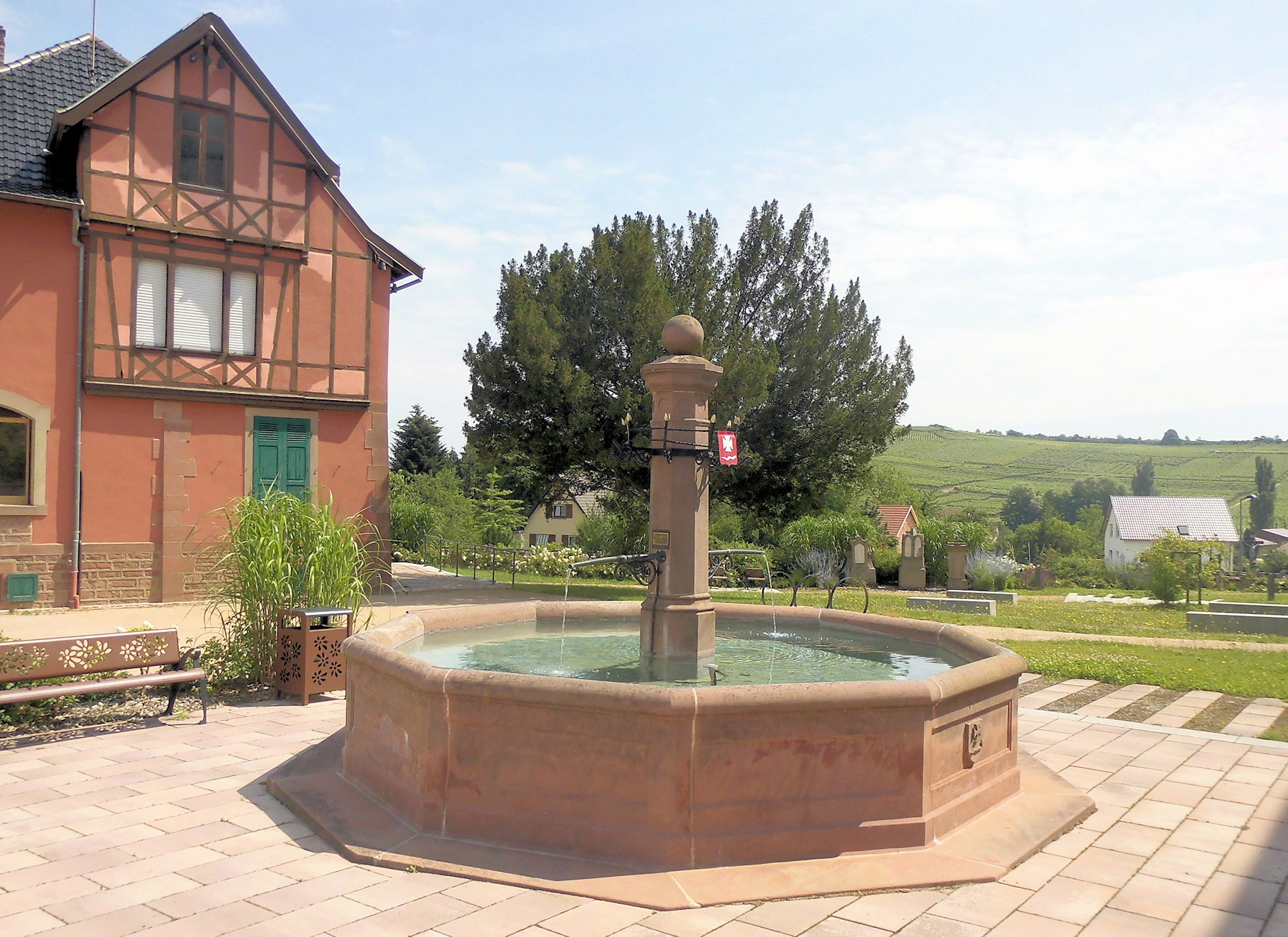
Brunnen vor der Kirche

## Nachweise
1. ↑  POP. Abgerufen am 24. Oktober 2024.
2. ↑  M. de la Torre: Haut Rhin, le Guide complet. Paris 1990.
3. ↑  Eintrag in der Base Mérimée des Kulturministeriums. Abgerufen am 27. August 2011 (französisch).
4. ↑  Eintrag in der Base Mérimée des Kulturministeriums. Abgerufen am 27. August 2011 (französisch).
5. ↑  Eintrag in der Base Mérimée des Kulturministeriums. Abgerufen am 7. Oktober 2017 (französisch).